# Neolythria abraxaria
Neolythria abraxaria là một loài bướm đêm trong họ Geometridae.